# Marpesia pellenis
Marpesia pellenis är en fjärilsart som beskrevs av Jean Baptiste Godart 1823. Marpesia pellenis ingår i släktet Marpesia och familjen praktfjärilar. Inga underarter finns listade i Catalogue of Life.